# The Lady Said No
The Lady Said No est un court-métrage réalisé par Frank Tashlin et sorti en 1946.

## Fiche technique
- Réalisation : Frank Tashlin[1]
- Genre : Court-métrage d'animation
- Production : John Sutherland Productions
- Distributeur : United Artists
- Date de sortie : 
  - États-Unis : 26 avril 1946